# Yeomen Warders
De Yeomen Warders of His Majesty’s Royal Palace and Fortress the Tower of London, and Members of the Sovereign's Body Guard of the Yeoman Guard Extraordinary, afgekort tot Yeomen Warders (enkelvoud Yeoman Warder) en beter bekend als de Beefeaters, zijn de ceremoniële bewakers van de Tower of London.

## Taak
In principe zijn ze verantwoordelijk voor de bewaking van gevangenen in de Tower en de Britse kroonjuwelen. In de praktijk echter functioneren ze als gidsen voor rondleidingen en vormen ze een toeristische attractie op zich. Om Beefeater te worden moet men 22 jaar onberispelijke militaire dienst achter de rug hebben. In 2007 trad voor het eerst in de geschiedenis een vrouwelijke Beefeater in functie.
De Yeomen Warders worden vaak incorrect aangeduid met Yeomen of the Guard. Dit is echter een afzonderlijk korps van koninklijke lijfwachten.

## Ontstaan
Hendrik VII riep deze speciale paleiswacht in 1485 in het leven. Over de oorsprong van de naam Beefeaters doen twee verhalen de ronde: het eerste is afkomstig van een van hun historisch meest belangrijke taken, namelijk voorproeven. Zij moesten dagelijks de gerechten van de koning proeven. Aangezien er in die tijd vooral vlees op tafel kwam, werden ze gekscherend Beefeaters genoemd. Het andere luidt: omdat de Yeomen Warders de lijfwachten van de koning waren werden ze goed betaald. Hierdoor konden zij, ondanks de hoge prijzen, vlees kopen. Vlees was dus zogezegd een beloning voor hun werk.

## Uniform
De Beefeaters beschikken over twee verschillende uniformen, enerzijds is er het ceremoniële, anderzijds het dagelijkse. Het ceremoniële en dagelijks tenue zijn sinds de periode van Hendrik VIII weinig veranderd.
De Yeomen Warders verzorgen de rondleidingen in het donkerblauwe uniform, dat werd ingevoerd in 1858 door koningin Victoria. Het ceremoniële rood- en goudkleurige uniform, dat werd ingevoerd in 1552, is voorbehouden voor staatsaangelegenheden. Op het uniform staan enkele emblemen: een roos, de shamrock (Iers voor klaver) en een distel, die symbool staan voor respectievelijk Engeland, Ierland en Schotland. Ook staan de letters E II R op het uniform afgebeeld onder een kroon. Deze afkorting staat voor Elisabeth II Regina. "Regina" betekent Koningin in het Latijn. Vanaf de kroning van de nieuwe monarch zullen de letters C III R onder een kroon op het uniform afgebeeld staan, een afkorting die staat voor Charles III Rex. "Rex" betekent Koning in het Latijn.

## Ravenmaster
De Yeoman Warder Ravenmaster (meestal afgekort tot Ravenmaster (Ravenmeester)) is een van de Yeomen Warders die de verantwoordelijkeid heeft over het welzijn van de raven van de Tower. De raven worden gevoed met rauw vlees dat door de Ravenmaster wordt gekocht op de Smithfield Meat Market.
Een legende wil dat wanneer de raven ooit de Tower zullen verlaten, het koninkrijk ten onder zal gaan. De Yeomen Warders klagen weleens dat de raven de enige echte beefeaters in de Tower zijn.

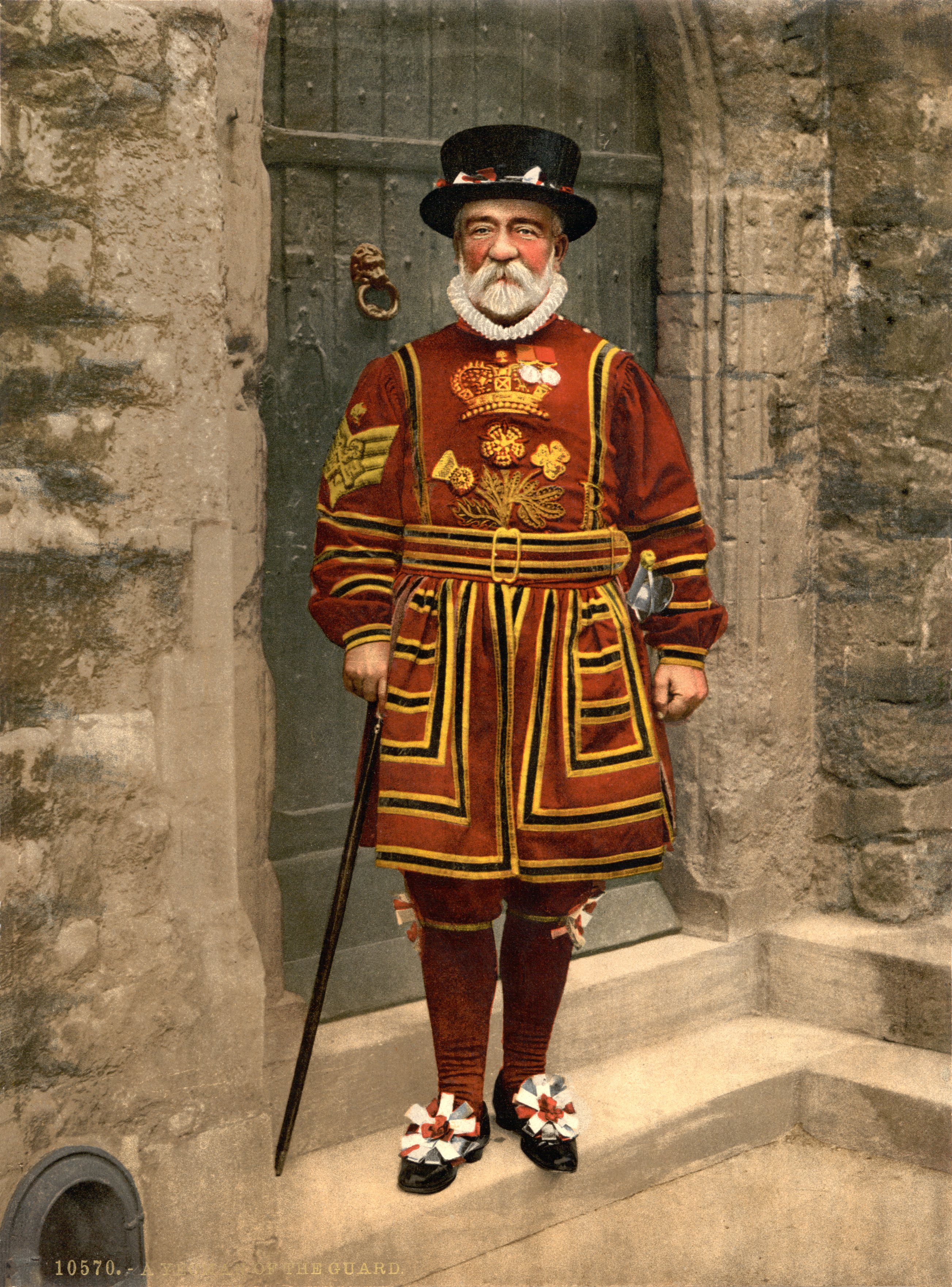
Ceremonieel tenue
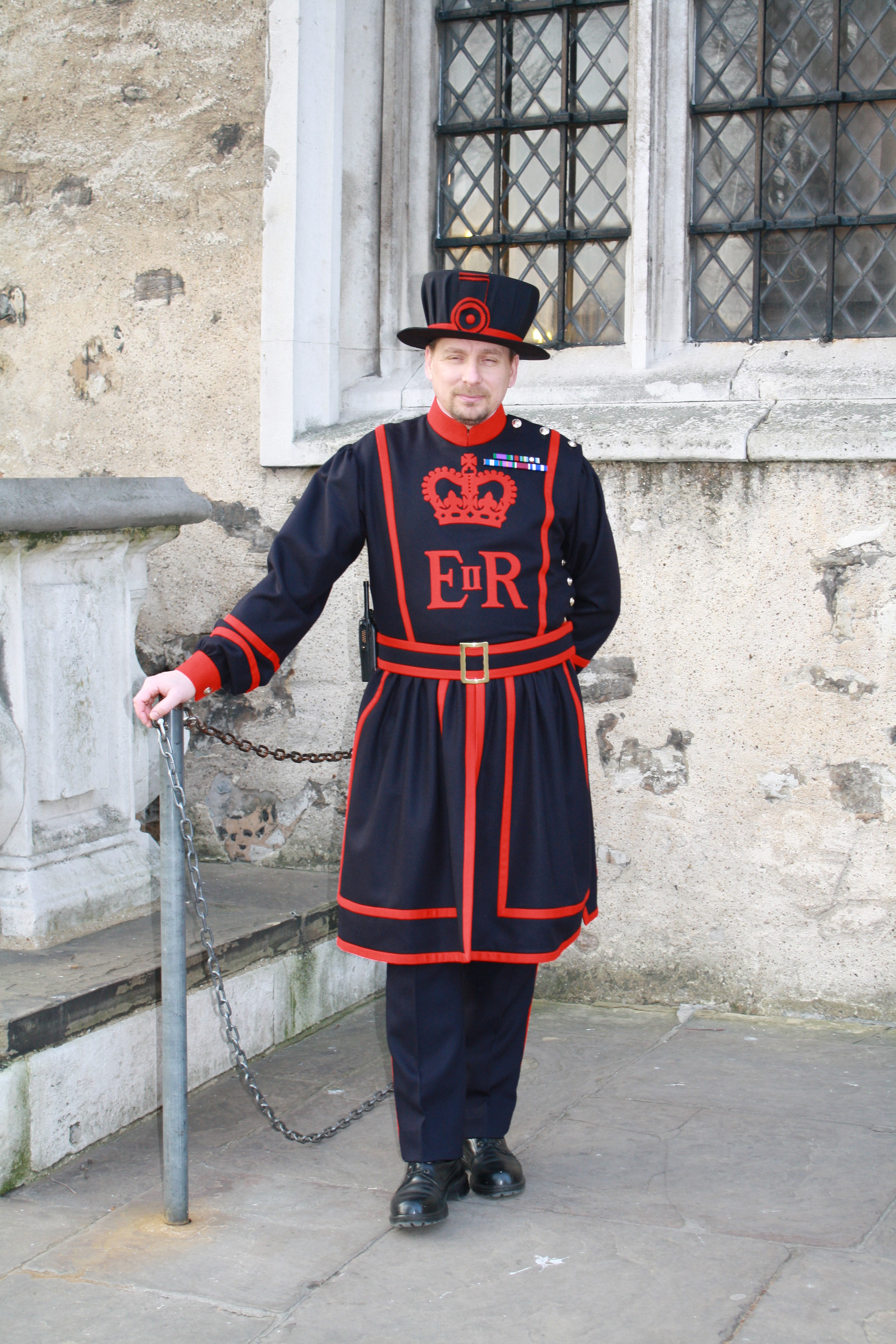
Dagelijks tenue
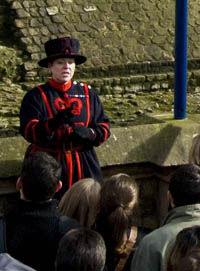
Moira Cameron, de eerste vrouwelijke Beefeater